# Pseudonepanthia troughtoni
Pseudonepanthia troughtoni är en sjöstjärneart som först beskrevs av Livingstone 1934.  Pseudonepanthia troughtoni ingår i släktet Pseudonepanthia och familjen Asterinidae. Inga underarter finns listade i Catalogue of Life.